# الحفر
الحفر (به عربی: الجفر) یک منطقهٔ مسکونی در عربستان سعودی است که در استان مدینه واقع شده‌است.